# Dichochrysa incongrua
Dichochrysa incongrua är en insektsart som först beskrevs av Fraser 1951.  Dichochrysa incongrua ingår i släktet Dichochrysa och familjen guldögonsländor. Inga underarter finns listade i Catalogue of Life.